# M.I.D.

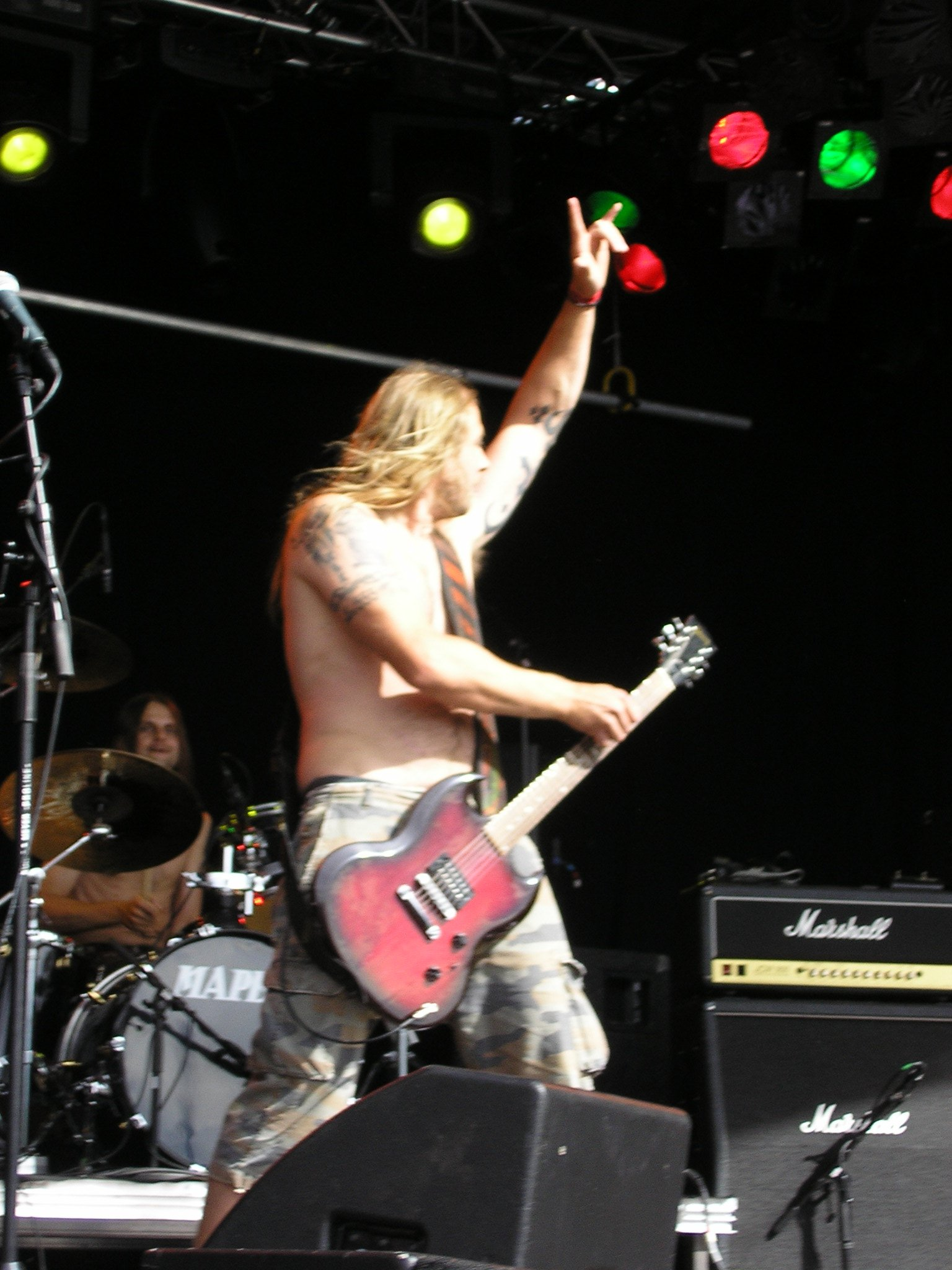
M.I.D. på Augustibuller 2007.

M.I.D. är ett svenskt trallpunkband från Bollnäs. Bandet bildades 1990 av Rolf Carlson (Sång/Gitarr), Jonas Johnsson (bas) och Peter Grehn (trummor/sång). Bandet bildades mest som ett kul projekt, men responsen var väldigt bra vid första spelningen på rockfighten samma år, så bandet lades inte ner som det varit tänkt från början.
Bandets mest kända låt är förmodligen Vet din mamma efter sin medverkan på Röjarskivan 2. Dessvärre har låten fått andra bands namn på sig i fildelningsprogram, och därav inte fått den respons de förtjänar.
I maj 2010 släppte bandet låten Livet är här som nedladdningsbar fil på deras hemsida. Under 2015, på Karlslundsfestivalen i Bollnäs fanns skivan Den rike mannens börda att köpa. På skivan fanns sex nya låtar samt fyra nyinspelningar av äldre låtar (varav en med ny text).

## Medlemmar
- Rolf "Roffe" Carlson - sång, gitarr, bas
- Peter Grehn - gitarr, sång
- Pelle Åkerlind - trummor

## Diskografi
- 1993 - Aldrig en EG
- 1995 - Från idioternas stad
- 1997 - Sommar
- 2001 - Snart 30...
- 2004 - Vet din pappa...
- 2015 - Den rike mannens börda
- 2017 - Tills pengarna skiljer oss åt
- 2020 - Mata Inte Djuren